# Bisdom Nakhon Sawan

Het bisdom (rood) binnen Thailand

Het bisdom Nakhon Sawan (Latijn: Dioecesis Nakhonsauanensis) is een rooms-katholiek bisdom met als zetel Nakhon Sawan in Thailand. Het is een suffragaan bisdom van het aartsbisdom Bangkok. Het bisdom werd opgericht in 1967. Hoofdkerk is de Sant-Annakathedraal in Nakhon Sawan.
In 2019 telde het bisdom 43 parochies. Het bisdom heeft een oppervlakte van 93.547 km² en omvat de provincies Chainat, Kamphaeng Phet, Lop Buri, Nakhon Sawan, Saraburi, Sukhothai, Tak, Uthai Thani en Uttaradit. Het bisdom telde in 2019 16.900 katholieken op een totaal van 9.532.000 inwoners, 0,2% van de totale bevolking.

## Bisschoppen
- Michel-Auguste-Marie Langer, M.E.P. (1967-1976)
- Joseph Banchong Aribarg (1976-1998)
- Louis Chamniern Santisukniram (1998-2005)
- Kriengsak Kovithavanij (2007-2009)
- Joseph Pibul Visitnondachai (2009-)

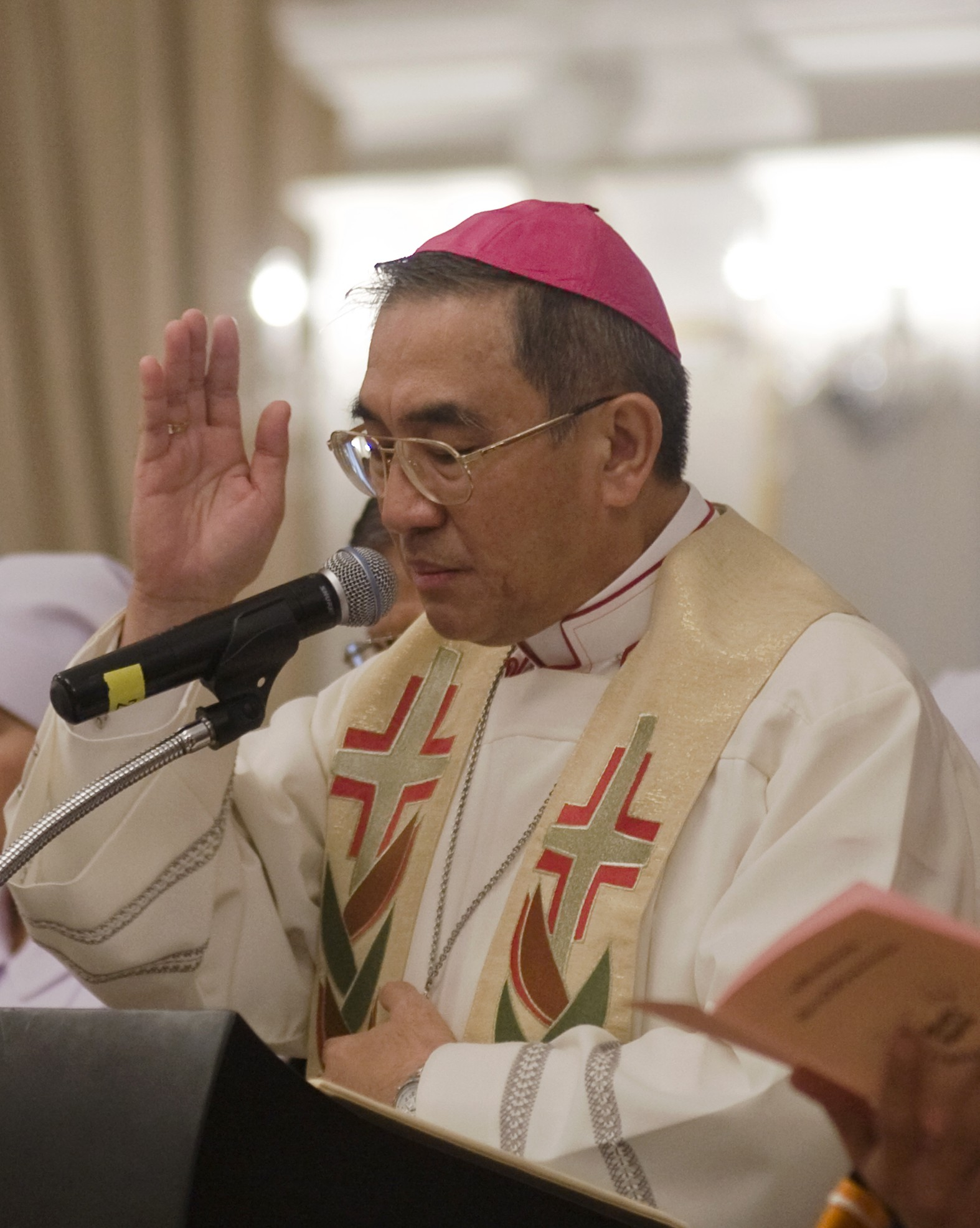
Francis Xavier Kriengsak Kovithavanij